# Habenaria pseudoglaucophylla
Habenaria pseudoglaucophylla är en orkidéart som beskrevs av J.A.N.Bat., R.C.Mota och N.Abreu. Habenaria pseudoglaucophylla ingår i släktet Habenaria och familjen orkidéer. Inga underarter finns listade i Catalogue of Life.